# 사랑 사랑 누가 말했나
《사랑 사랑 누가 말했나》는 대한민국의 가수 남궁옥분의 노래이다. 이별한 여인의 슬픔을 흥겨운 리듬의 곡으로 풀어낸 곡이다.
1981년 남궁옥분 4집에 실린 노래로 당시 그 해 각종 가요 차트 1위를 기록했으며 MBC 10대 가수 가요제 최고인기가요상, 최고인기가수상, KBS 가요대상에서 본상을 수상하며 인기를 얻었다.
이 노래는 비스트, 걸스데이, 포미닛 등 많은 가수들이 리메이크 하기도 했다.

## 작곡 후반부에 변화
박동률(1954~2024.4.24) 작곡가가 가수 남궁옥분에게 자신이 만든 곡을 보여주었는데 처음엔 잘 만들어진 슬픈 노래라서 아주 마음에 들어 했었다. 그런데 그 자리에서 작곡가가 이미 완성된 슬픈 노래에 엇박 음표들을 그려 넣어서 신나는 곡으로 바꾸어 버렸고, 슬픈 노래를 무슨 이유로 굳이 바꾸어 버리냐며 남궁옥분은 그 곡을 아주 싫어하게 되었다. 그런데 노래를 직접 불러보니 처음의 곡보다 오히려 더 슬픈 노래가 되어서 생각을 바꾸어 노래를 부르게 되었다고 한다.

## 같이 보기
- 남궁옥분
- 장송곡 《I'll Be Missing You》